# Moscow comic convention

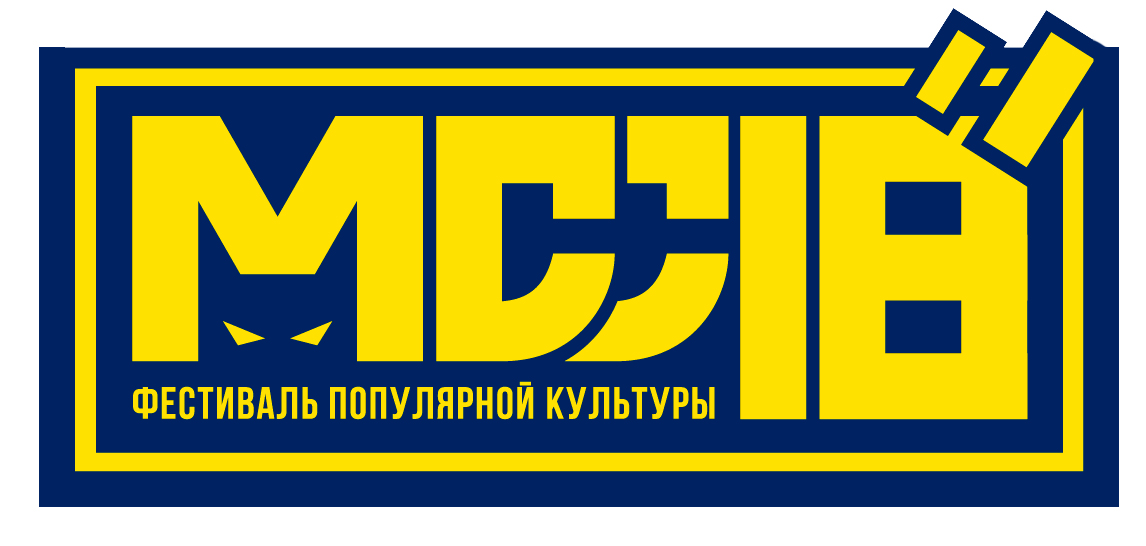
Логотип фестиваля в 2018 году.

MCC (Moscow Comic Convention, Московская Конвенция Комиксов) — один из крупнейших в России ежегодных международных фестивалей популярной культуры, посвященный фантастике, видеоиграм, компьютерным играм, аниме, фэнтези, комиксам, кино, современным технологиям, творчеству и науке. Проходит в Москве с 2016 года.

### Формат
С каждым годом у фестиваля расширяются основные направления. На 2018 год основных направлений 7:

### Лига Косплея
League of Cosplay — один из крупнейших в России и стран СНГ конкурс костюмов для косплееров. Ежегодно в жюри входят значимые для мира косплея и поп-культуры личности.

### Арт-городок
ART Village — это площадка для профессиональных и начинающих художников, где независимые авторы, издательства и команды художников, представят свою лучшую продукцию и проводят мастер классы.

### Киберспорт
Площадка Cyber World включает в себя турниры по кибер-спортивным дисциплинам, игровые free-to-play зоны, стенды, посвященные моддингу, оверклокингу и майнингу.

### Мир Востока
Зона для поклонников восточной культуры (Япония, Южная Корея), включающая в себя тематические площадки по культуре стран, изучению языков и попукультуре (аниме, манга, манхва, Jpop, jrock, kpop)

### Торговая гильдия
Trade Guild — включает в себя мастерские, игротеки, кафе и рестораны, издательства, магазины, продающие с сувенирную продукцию и тематические товары для фанатов поп-культуры.

### Стенды
Фанатские и партнерские стенды по тематическим направлениям, фильмам, аниме, сериалам, книгам, компьютерным и видео-играм, включающие в себя различные фотозоны и активности (конкурсы, квесты) для гостей фестиваля.

### Гости
Ежегодные встречи с писателями, художниками, блогерами, кибер-спортивными командами, актерами и разработчиками игр.

### Наука
Современные технологии и новинки мира дополненной и виртуальной реальности, передовые разработки в области компьютерных технологий и роботехники;

## История

### 2016
Место проведения: Москва, КВЦ «Сокольники»
Даты: 18-19 июня 2016
Количество посетителей: 8 000 участников
Основные партнеры и участники фестиваля: Thermaltake, издательство Bubble, Централ Партнершип, Huion, КАРО, Reanimedia, Навигатор игрового мира, Virink
Специальные гости фестиваля:
— John Higgins, английский автор комиксов, колорист (комикс Watchmen) и писатель.
— Leon Chiro, профессиональный косплеер из Италии.
— Sally Jane Hurst, колорист и автор комиксов из Великобритании.
— Петр Гланц, актёр озвучки фильмов и сериалов.
— Кирилл Соеров, косплеер, ведущий и автор анимеблога «Соеров Аниме Шоу».
— Tony Watkins & Smokebreakers, рок-группа.
— Point Charlie, музыкальная группа в стиле Alternative Rock.
— Илья Найшуллер, российский музыкант, актёр, кинорежиссёр, сценарист, продюсер, композитор.
— Стас Давыдов, ведущий интернет-шоу This is Хорошо.
— Анна Молева (Ormeli), косплеер, модель.
— Александр «Сокол» Соколов, видеоблогер, критик и обзорщик кино.
— Даниил «Чак» Лазаренков, видеоблогер, критик и обзорщик кино.
— Андрей Нольден (Trolden), блогер, комментатор игры Hearthstone.
— Виктория Кисимяка, видеоблогер, критик и обзорщик кино.
Партнеры и участники Cyber World: Wargaming, Innova, Софтклаб, 101XP
Турниры Cyber World: Overwatch (PS4), Hearthstone
Количество участников косплей-конкурса: 471
Номинации косплей-конкурса:
• Лучший костюм MCC 2016 и победитель League of Cosplay;
• Лучшее групповое выступление MCC 2016;
• Лучшее танцевальное выступление MCC 2016;
• Лучший костюм по играм MCC 2016 (настольные, компьютерные и консольные игры);
• Лучший костюм по фильмам и сериалам MCC 2016;
• Лучший костюм по рисованным источникам MCC 2016 (манга, комиксы, графические новеллы);
• Лучший костюм по анимации MCC 2016 (аниме, анимационные и мультипликационные источники).
Призовой фонд косплей-конкурса: 350 000 рублей.
В жюри косплей-конкурса были Jannet Incosplay, Gesha Petrovich, Anna Moleva, Leon Chiro, Narga.
Количество участников ART Village: 120

### 2017
Место проведения: Москва, ВДНХ ЭКСПО.
Даты: 29 апреля — 1 мая 2017.
Количество посетителей: 36 700.
Основные партнеры и участники фестиваля: Централ Партнершип, Huion, Hamleys, Red Bull, Gamanoid, Virink
Специальные гости фестиваля:
— Ioan Gruffudd, британский киноактер, звезда фильмов «Фантастическая четверка» и сериала «Вечность» (Forever);
— Alice Evans, англо-американская актриса, звезда сериалов «Дневники Вампира» и «Древние»;
— Ben Schamma (Maul Cosplay), известный косплеер из Германии;
— LIUI, известный косплеер с Филиппин;
— Иван Романович Рудской (Ивангай, англ. EeOneGuy), украинский и российский летсплейщик и видеоблогер;
— Влад Кащенко (Qewbite), видеоблогер и обзорщик видеоигр;
— Борис Репетур, российский актёр озвучивания, театра и кино, телеведущий;
— Антон Зайцев, российский телеведущий, журналист, обозреватель компьютерных игр;
— Максим Тарасенко (TheBrianMaps), российский видеоблогер на YouTube;
— Артур Кутахов (AKR), видеоблогер, кинокритик, а также обзорщик комиксов и видеоигр;
— Олеся Денисенко (Olesami), блогер, комментатор игры Hearthstone;
— Vega Squadron, профессиональная киберспортивная команда по игре Counter-Strike: Global Offensive
Prets, профессиональная киберспортивная команда по игре Overwatch;
— Вячеслав Козлов (Ancord), российский фандаббер, актёр закадрового озвучивания;
— Кристина Финк, видеоблогер на YouTube, косплеер.
Участники Cyber World: Эльдорадо, Софтклаб, Lenovo, Vega Squadron, Blizzard, HyperX, HyperPC
Турниры: Overwatch (PC), Dota 2, CSGo, Hearthstone.
Количество участников косплей-конкурса: 675.
Номинации косплей-конкурса:
• West Debut Costume of Moscow Comic Convention 2017 (Дебют Moscow Comic Convention 2017 — западные источники);
• East Debut Costume of Moscow Comic Convention 2017 (Дебют Moscow Comic Convention 2017 — восточные источники);
• Best Game Costume (Лучший костюм по играм);
• Best Movie and TV Costume (Лучший костюм по фильмам и сериалам);
• Best West Comics Costume (Лучший костюм по западным рисованным источникам — комиксы и графические новеллы);
• Best Anime Costume (Лучший костюм по аниме);
• Best Animation Costume (Лучший костюм по мультипликации);
• Best Light Costume (Лучший лайт костюм);
• Best Light Group Show (Лучшее групповое лайт дефиле);
• Best Disney Costume (Лучший костюм по вселенной Disney);
• Best Original Costume (Лучший Original костюм);
• Best First Step (Лучшее первое сценическое выступление).
Призовой фонд косплей-конкурса: 500 000 р.
В жюри косплей-конкурса были, LIUI, Ben Schamma (Maul Cosplay), дизайнер Елена Львова (YUME), Jannet Incosplay, фотограф JustMoolti
Количество участников ART Village: 264